# Qarabağlar (Samux)
Qarabağlar è un comune dell'Azerbaigian situato nel distretto di Samux. Conta una popolazione di 1 495 abitanti.